# ナショナル・コー
ナショナル・コー（ウクライナ語: Національний корпус、英語: National Corps、国民軍団）は、2016年に設立され、現在アンドリー・ビレツキーが率いるウクライナのネオナチ・ナショナリストの政党。2018年、国家主義的なヘイトグループであるとアメリカ合衆国国務省によって認定された。2018年時点での党員数は1万人から1万5000人。党の中心的な支持基盤は、ウクライナ国家親衛隊の傘下にあるネオナチのアゾフ大隊の古参兵と、アゾフ大隊に所属する民間の非政府組織であるアゾフ市民軍団のメンバーである。

## 選挙結果

### ヴェルホーヴナ・ラーダ
| 年     | 得票数  | 得票率   | 獲得議席数 | 議席変動 |
| ------ | ------- | -------- | ---------- | -------- |
| 2019年 | 315,530 | 2.15 #11 | 0 / 450    |          |

### 大統領選
| 年     | 候補者                 |
| ------ | ---------------------- |
| 2019年 | アンドリー・ビレツキー |

## 主要メンバー
- アンドリー・ビレツキー (Андрі́й Біле́цький)
  - 党首。
- ミコラ・クラフチェンコ（Микола Кравченко）　
  - 党副議長。2022年ウクライナ軍事衝突において戦死。享年38。
- ドミトロ・クハーチュク（ウクライナ語版）（Дмитро Кухарчук）　
  - 党最高評議会メンバー。2022年ウクライナ軍事衝突においてアゾフ大隊・キエフ第2大隊特別部隊の司令官を務める[12]。
- マキシム・ゾリン（ウクライナ語版）（Максим Жорін） 
  - 党最高評議会メンバー。2022年ウクライナ軍事衝突においてアゾフ大隊司令官を務めた[13]。
- セルゲイ・コロトキーフ（ウクライナ語版）（Сергій Коротких）
  - ロシアの国家社会主義協会（ロシア語版）の創設者の一人。2014年にウクライナ市民権を取得し、内務省の国家安全保障局等にて勤務した後、国民軍団の党員となった。内務大臣アーセン・アヴァコフ（ロシア語版）の息子・アレクサンダーと親しいとされる[14]。国民軍団の副議長であったナザリー・クラフチェンコの密告により、国民軍団への不透明な資金提供に関与したことが暴露された[15]。
- オレナ・セメニャカ（スペイン語版）（Олена Семеняка）　
  - 党国際秘書。2021年、ウィーン人文科学研究所にインターンとして所属するも、「極右活動家」であるとして除籍された[16]。
- エドゥアルド・ユルチェンコ（ウクライナ語版）（Едуард Юрченко）　　
  - 党付きの講師兼思想家[17]。 国立運輸大学・准教授。反LGBTのNGOである「Order」を主宰。北方領土の日に日本との連帯を示し、「天皇陛下万歳」を唱和するなど、反ロシア・親日的なスタンスを取っている[18]。

## 政策とイデオロギー
2016年現在、国民軍団はウクライナ大統領にウクライナ軍最高司令官およびウクライナ首相となる絶対的な権限を付与することで、国家元首の役割を拡大することを提唱し、最終的に完全な大統領制への移行を支持している。
2016年現在、国民軍団はウクライナの核保有国としての地位の回復を支持し、また1991年のウクライナの独立宣言の際にウクライナSSRが所有していた企業や産業の再国有化を支持している。
国民軍団はロシアとその外交政策に断固として反対しており、ロシアとの外交、経済、文化のすべての関係を断つことを強く支持している。 
また、ウクライナの欧州連合への加盟に反対しており、NATOとの緊密な関係の構築に声高に反対している。
さらに国民軍団は、仮想的にウクライナ全体、ベラルーシ、ポーランド、リトアニア、ラトビア、エストニア、チェコ、およびスロバキアで構成されると考えられる新しいインテルマリウム超国家の設立に賛成している 。
また、武器を持つ権利の拡大や反逆罪と政府資金の横領に対する死刑の復活に関する国民投票を提唱している。
現在ウクライナにある、歴史的にルーマニア領とされる地域（北ブコヴィナ、北ベッサラビア、ブジャーク、ヘルツァ地方）でのルーマニア人の権利に強く反対している。 
国民軍団は経済ナショナリズムと保護主義を支持し、自由貿易と大西洋横断貿易投資パートナーシップ協定（TTIP）に反対し、またウクライナの国内産業と輸出の育成を支持している。

## 批判
米国国務省が発行する「人権慣行に関する国別報告書」において、国民軍団は「ヘイトグループ」であるとされている。彼らが支援し、ビレツキー党首自身を含むアゾフ大隊退役軍人で構成される組織「ナショナル・ミリティア/ナショナル・ドルジーナ」がキエフにあるロマ人キャンプを襲撃・破壊したこと、警察組織もそれを容認している様子であることが報告されている。
党首のアンドリー・ビレツキーは、2010年の演説で「世界の白色人種は、セム人（ユダヤ人）が主導するウンターメンシェン（劣等人種）に対する最後の十字軍に入るべき」と呼びかけるなど、以前は人種差別発言を行ったが、その後、反ユダヤ主義を否定しイスラエルへの支持を表明し「暴言をトーンダウン」している。
2018年、同じウクライナのC14と並び、アメリカ合衆国国務省によって国家主義的なヘイトグループとして認められた。